# NGC 4445
NGC 4445 (również IC 793, PGC 40987 lub UGC 7587) – galaktyka spiralna (Sab), znajdująca się w gwiazdozbiorze Panny. Odkrył ją Heinrich Louis d’Arrest 24 kwietnia 1865 roku. Należy do Gromady w Pannie.